# Deutsches Nahrungsmittelbuch

Das Deutsche Nahrungsmittelbuch in der Erstausgabe, 1905.

Das Deutsche Nahrungsmittelbuch ist eine historische Sammlung von Begriffsbestimmungen und Handelsgebräuchen für Lebensmittel aus dem Jahr 1905. Eine zweite Auflage erschien im Jahr 1909, eine dritte im Jahr 1922. Herausgegeben wurde das Buch zunächst vom deutschen Lebensmittelwirtschaftsverband Bund Deutscher Nahrungsmittel-Fabrikanten und -Händler, in seiner letzten Ausgabe dann im Auftrag des Verbands von Valentin Gerlach. Aufgabe und Inhalt des Buches sind vergleichbar mit dem heute gültigen Deutschen Lebensmittelbuch sowie dem österreichischen Lebensmittelbuch Codex Alimentarius Austriacus.

## Entstehung
Am 19. Mai 1901 gründeten Vertreter der deutschen Lebensmittelindustrie und des Lebensmittelhandels in Frankfurt am Main den Bund Deutscher Nahrungsmittel-Fabrikanten und -Händler als ersten gemeinsamen Dachverband für die beiden Zweige der Lebensmittelwirtschaft. Auf seiner zweiten Mitgliederversammlung am 7. Dezember 1902 beschloss der Verband die Herausgabe eines gemeinsamen Regelwerks für die Branche. In den Jahren 1904 und 1905 fanden insgesamt 24 Versammlungen statt, in denen für die einzelnen Lebensmittelgruppen (wie z. B. Brot und Backwaren oder Fleischwaren) und Bedarfsgegenstände Vorschläge für Grund- und Leitsätze ausgearbeitet wurden. Diese wurden in gemeinsamen Beratungen mit Landwirtschafts- und Handelskammern, Organisationen des Lebensmittelgewerbes, Untersuchungsanstalten, Chemikervereinigungen und Reichsämtern beraten und in ein Gesamtwerk überführt. Als Ergebnis erschien im Herbst 1905 das Deutsche Nahrungsmittelbuch im Verlag von Carl Winter in Heidelberg. Technische und wirtschaftliche Weiterentwicklungen wollte man dadurch abbilden, dass auf den jährlichen Mitgliederversammlungen des Verbands weitere Beschlüsse ausgearbeitet werden konnten, die dann in die neuen Auflagen aufgenommen wurden.

## Aufbau
Das Deutsche Nahrungsmittelbuch ist in drei Teile gegliedert:
- Der erste Teil beinhaltet allgemeine Grundsätze für die Beurteilung von Lebensmitteln und Bedarfsgegenständen, so beispielsweise zur Herstellung und Aufbewahrung, zur Hygiene sowie zur Deklaration von Zusätzen.
- Der zweite Teil enthält die in verschiedenen Versammlungen des Bunds Deutscher Nahrungsmittel-Fabrikanten und -Händler beschlossenen Festsetzungen zu den einzelnen Lebensmittelgruppen.
- Der dritte Teil gibt den Lebensmittelverkehr betreffende Gesetze, Verordnungen, Bekanntmachungen sowie Reichsgerichtsentscheidungen auf dem jeweiligen Stand des Buches wieder.

## Auflagen
- 1905: Deutsches Nahrungsmittelbuch. Herausgegeben vom Bund Deutscher Nahrungsmittel-Fabrikanten und Händler e.V. Heidelberg: Carl Winters Universitätsbuchhandlung.
- 1909: Deutsches Nahrungsmittelbuch. Zweite, vielfach geänderte und vermehrte Ausgabe. Herausgegeben vom Bund Deutscher Nahrungsmittel-Fabrikanten und Händler e.V. Heidelberg: Carl Winters Universitätsbuchhandlung.
- 1922: Deutsches Nahrungsmittelbuch. Dritte, vielfach geänderte und vermehrte Auflage. Im Auftrag des Bundes Deutscher Nahrungsmittel-Fabrikanten und ‐händler e.V. bearbeitet und herausgegeben von Dr. V. Gerlach. Heidelberg: Carl Winters Universitätsbuchhandlung.